# Мурчин
Мурчин (пол. Murczyn, нім. Murtschin) — село в Польщі, у гміні Жнін Жнінського повіту Куявсько-Поморського воєводства.
Населення — 333 особи (2011).
У 1975-1998 роках село належало до Бидгощського воєводства.

## Демографія
Демографічна структура станом на 31 березня 2011 року:
|          | Загалом | Допрацездатний вік | Працездатний вік | Постпрацездатний вік |
| -------- | ------- | ------------------ | ---------------- | -------------------- |
| Чоловіки | 158     | 27                 | 116              | 15                   |
| Жінки    | 175     | 43                 | 104              | 28                   |
| Разом    | 333     | 70                 | 220              | 43                   |